# ویشوگرود (گمینا)
ویشوگرود (به زبان لهستانی: Gmina Wyszogród) یک منطقهٔ مسکونی در لهستان است که در شهرستان پوتسک، استان ماسوویان واقع شده‌است. ویشوگرود ۹۷٫۹۳ کیلومتر مربع مساحت و ۶٬۰۰۲ نفر جمعیت دارد.